# Mole-Richardson
La Mole-Richardson, nota anche soltanto come Mole, è un'azienda costruttrice di proiettori e mezzi di illuminazione per le riprese cinematografiche con sede a Hollywood negli Stati Uniti. L'azienda venne fondata nel 1927 dall'immigrato siciliano Pietro Mulè (che cambiò poi il suo cognome in Mole) nato a Termini Imerese nel 1891.

## Storia
Mole creò una società con un certo Richardson ed essi inventarono il primo proiettore a luce solare nel 1935, adattando una lente di Fresnel per creare un proiettore per riprese cinematografiche. Durante la seconda guerra mondiale, la Mole-Richardson company concentrò i suoi sforzi nello sviluppo di proiettori per la contraerea, dando così un considerevole aiuto alle artiglierie alleate nel corso delle battaglie nei cieli d'Europa e dell'Oceano Pacifico. Nel 1945 Pietro Mulè realizzò l'illuminazione in occasione della prima conferenza delle Nazioni Unite tenuta a San Francisco.
Peter Mole morì improvvisamente il 2 agosto 1960, e suo genero, Warren Parker, rilevò l'azienda. La Mole-Richardson Company è ora guidata da due dei quattro figli di Warren Parker e nipoti di Peter Mole, Larry Mole Parker e Mike Parker.
La Mole-Richardson è considerata l'azienda leader nel campo dell'illuminazione per la ripresa cinematografica e televisiva, costituendo il punto di riferimento, a livello mondiale, in questo campo di attività.